# دلیو روسی
دلیو روسی (انگلیسی: Delio Rossi؛ زادهٔ ۲۶ ژانویهٔ ۱۹۶۰) بازیکن فوتبال اهل ایتالیا است.
از باشگاه‌هایی که در آن بازی کرده‌است می‌توان به باشگاه فوتبال فوجا اشاره کرد.